# Eerik Haamer
Eerik Haamer (* 6. Januar 2001 in Tartu) ist ein estnischer Leichtathlet, der sich auf den Stabhochsprung spezialisiert hat.

## Sportliche Laufbahn
Erste internationale Erfahrungen sammelte Eerik Haamer beim Europäischen Olympischen Jugendfestival (EYOF) 2017 im ungarischen Győr, bei dem er mit übersprungenen 4,60 m den fünften Platz belegte. Im Jahr darauf gewann er dann bei den U18-Europameisterschaften ebendort mit einer Höhe von 5,10 m im ersten Versuch die Bronzemedaille hinter dem Norweger Pål Haugen Lillefosse (5,46 m) und Baptiste Thiery aus Frankreich (5,30 m). Damit qualifizierte er sich auch für die Olympischen Jugendspiele in Buenos Aires, bei denen er den vierten Platz belegte. 2019 belegte er bei den U20-Europameisterschaften in Borås mit 5,11 m den siebten Platz und 2021 wurde er bei den U23-Europameisterschaften in Tallinn mit 5,50 m Siebter.
In den Jahren 2020 und 2021 wurde Haamer estnischer Meister im Stabhochsprung im Freien sowie 2019 in der Halle. Er ist Student für Media & Journalism an der University of South Dakota. 

## Persönliche Bestleistungen
- Stabhochsprung: 5,61 m, 7. Mai 2021 in Vermillion
  - Stabhochsprung (Halle): 5,60 m, 13. März 2021 in Fayetteville